# NGC 923
NGC 923 este o galaxie spirală situată în constelația Andromeda. A fost descoperită în 30 octombrie 1878 de către Édouard Stephan⁠(d). Se află la o distanță de 76,63 de megaparseci de Pământ.